# Krohnittellidae
Krohnittellidae is een familie in de taxonomische indeling van de pijlwormen. Krohnittellidae werd in 1989 beschreven door Bieri.